# Consumed
Consumed és una banda anglesa de punk rock formada l'any 1992 als afores de Nottingham. Va signar amb el segell discogràfic Fat Wreck Chords i després es va traslladar a BYO Records i Golf Records poc abans del llançament de l'àlbum Pistols at dawn. El grup va fer gires internacionals i també va aparèixer regularment en festivals de surf i skate a mitjans i finals de la dècada del 1990.
La primera encarnació de la banda es va anomenar Desecrator (formada el 1989), tocava death metal i va publicar un àlbum el 1991, titulat Subconscious release.
La cançó «Heavy Metal Winner» es va utilitzar al videojoc Tony Hawk's Pro Skater 2 de l'any 2000, i a la versió HD Tony Hawk's Pro Skater HD el 2012. Es va afegir al remake del 2020 Tony Hawk's Pro Skater 1+2. També es va utilitzar al videojoc Totaled!.
La banda es va separar el 2003 però es va reformar el 2015. Consumed va publicar un videoclip per a la cançó «What would Cliff Burton do?» al maig de 2018. L'EP A decade of no, va ser publicat el juliol de 2018 per SBÄM Records a Europa i Umlaut Records al Regne Unit.

## Discografia

### Àlbums/EP
- Breakfast at Pappa's (EP, 1998, Fat Wreck Chords)
- Hit for six (1999, Fat Wreck Chords)[2]
- Pistols at dawn (2002, Golf / BYO Records)[3]
- A decade of no (EP, 2018, SBAM / Umlaut Records)[4]

### Videoclips
- "Wake up with a smile" (1999)
- "What would Cliff Burton do?" (2018)